# ولیکو کرنیچ
ولیکو کرنیچ (به لاتین: Veliko Crniće) یک عوارض جغرافیایی در صربستان است که در Malo Crniće واقع شده‌است.

## خصوصیات
ولیکو کرنیچ ۶۱۱ نفر جمعیت دارد.